# Base aérienne de Fath
Pour les articles homonymes, voir Fath.
La base aérienne de Fath est un aérodrome militaire situé entre les plaines de Melard et Meshkin dans la province d'Alborz en Iran.

## Situation géographique
L'aérodrome se trouve à une quinzaine de kilomètres au sud de Karadj, à proximité de Farrukhabad (en), une localité du comté de Fardis (fa) dans la province d'Alborz. Le code OACI qui lui est assigné est OIIF. Il se trouve à une attitude de 1 219 mètres et dispose d'une piste en asphalte de 981 mètres de long orientée 13/31,,. Il est principalement utilisé comme base pour les différents hélicoptères de la force aérospatiale de l'armée des Gardiens de la révolution islamique.

## Sécurité et accidents
Le 14 janvier 2019, un Boeing 707 de la Saha Airlines à destination de l'aéroport international Payam (en) y atterrit en catastrophe avant d'effectuer une sortie de piste qui tue quinze des seize personnes à son bord. Certaines sources suggèrent que l’aéronef avait atterri à Fath par erreur.
Deux mois plus tôt, le 16 novembre 2018, un MD-88 de la Taban Airlines transportant 155 personnes, a tenté à deux reprises d'atterrir sur la piste de la base aérienne de Fath, la prenant pour celle de 3 659 mètres de  l'aéroport international Payam (en). La première tentative d'approche a été interrompue à 11H26 (UTC+03:30) et l'avion en a tenté une seconde dans la foulée (également interrompue, à 11H29) avant d'atterrir finalement en toute sécurité à l'aéroport international Payam (en) à 11H31. AAID Iran a signalé que le vol avait atteint une altitude de 1 m au-dessus du sol lors d'une des deux approches. Les conséquences d'une telle confusion auraient pu engendrer un accident similaire à celui du 14 janvier 2019 mais avec beaucoup plus de victimes : En effet, un MD-88 a besoin d'une piste longue d'au moins 1 500 mètres pour atterrir en toute sécurité, soit environ 500 de plus que celle de la base aérienne de Fath.